# Życie jest gdzie indziej
Życie jest gdzie indziej – powieść Milana Kundery, po raz pierwszy opublikowana w 1973 roku (pierwsze polskie wydanie: 1989). Została napisana w języku czeskim, pisarz otrzymał za nią nagrodę Prix Médicis Étranger. Opowiada historię Jaromila, na którego całe życie ogromny wpływ ma matka.